# 독립음장 제어 시스템
독립음장 제어 시스템(영어: Separated Sound Zone)은 2018년 8월 12일 현대자동차 및 기아자동차가 개발한 시스템이며, 차량 내에서 독립된 음향을 들을 수 있도록 음장을 형성하고 제어한다.

## 내용
이 시스템은 자동차 내 각 좌석마다 원하는 장르의 음악 듣기가 가능하다. 운전석은 라디오, 보조석은 음악을 듣는 등 다른 분야도 가능하다. 이는 다른 음향을 틀어도 음이 중첩해 들리는 간섭이 발생하지 않아 자리마다 방음시설이 구비된 것과 같은 효과를 낼 수 있기 때문이다. 또한, 독립음장 제어 시스템은 내비게이션의 길 안내 음성, 자동차 경보음 등 동승자에게 불필요한 소리를 제거한다.

## 구성
- 차량 내 스피커 배열의 최적화
- 반사파의 영향을 최소화하는 알고리즘
- 음향의 출력을 제어할 수 있는 시스템